# Мэтьюс, Фрэнк
Фрэнк «Черный Цезарь» Мэтьюс (13 февраля 1944, Дарем — не ранее 1973) — крупный торговец героином, одна из основных фигур в наркоторговле в США в конце 1960-х — начале 1970-х годов преимущественно на территории восточного побережья США. На пике своей криминальной карьеры Мэттьюс действовал на территории 21 штата США и работал с крупными дилерами во всех остальных регионах страны. Из всего объема героина, поставляемого в тот период в США, Мэтьюс поставлял контрабандным путем около 70 %. Он также стал известен тем, что в 1971 году в Атланте провел крупный саммит наркоторговцев афроамериканского и латиноамериканского происхождения с целью обсуждения тактики по вытеснению итальянской мафии с рынка наркоторговли. В списке участников саммита, собранном под наблюдением Управления по борьбе с наркотиками США фигурировали имена латиноамериканских наркобаронов и крупных наркоторговцев с разных регионов страны.

## Ранние годы
Фрэнк Ларри Мэтьюс родился 13 февраля 1944 года в Дареме, штат Северная Каролина. Его мать умерла, когда ему было четыре года, и его воспитанием занималась его тетя, жена лейтенанта полиции Дарема. Несмотря на то, что Мэтьюс воспитывался в социально-благополучной обстановке, в середине 1950-х годов он вступил в социальный конфликт с родственниками, больше времени стал проводить на улице с лицами имеющими принадлежность к криминальной субкультуре. Фрэнк бросил школу после окончания 6 класса и вскоре сам стал вести криминальный образ жизни. В конце 1950-х годов Мэтьюс был арестован по обвинению в совершении нападении и посягательстве на человеческую жизнь. Он был осужден и в качестве наказания получил 1 год лишения свободы, которое отбывал в учреждении для несовершеннолетних преступников в городе Роли. После освобождения Фрэнк Мэтьюс покинул пределы штата и переехал в Филадельфию, штат Пенсильвания, где вскоре трудоустроился в качестве наборщика текста. В 1963 году Мэтьюс снова был арестован по обвинению в вымогательстве, он избежал осуждения, согласившись покинуть Филадельфию. Покинув штат Пенсильвания, Мэтьюс переехал в Нью-Йорк, где обосновался в районе Бедфорд — Стайвесант. Некоторое время Фрэнк работал парикмахером и наборщиком текста. Увлекшись бодибилдингом, Мэтьюс серьезно набрал мышечную массу и впоследствии нашел работу коллектора. Работа в коллекторском агентстве принесла Фрэнку опыт, деньги и криминальные связи, с помощью которых Мэтьюс в середине 1960-х начинает заниматься незаконной торговлей наркотическими веществами.

## Криминальная деятельность
В середине 1960-х годов организованную преступность в Нью-Йорке контролировали Пять семей — пять самых крупных и влиятельных семей итало-американской мафии. Пытаясь вклиниться в незаконную торговлю наркотиками Мэтьюз пытался добиться благосклонности от представителей криминальных семей Семья Бонанно и Гамбино. Однако обе «семьи» отказались сотрудничать с Мэтьюсом. Работая в качестве коллектора, Мэтьюс познакомился с крупным гарлемским авторитетом по имени Рэймонд Маркез, который свел Мэтьюса с главой кубинской мафии в Нью-Йорке — Роландо Гонсалесом Нуньесом, крупным поставщиком наркотических веществ в Нью-Йорке. Незадолго до этого, в отношении Гонсалеса было возбуждено уголовное дело и он опасаясь преследования и возможного осуждения бежал в Венесуэлу. Перед тем как бежать, Гонсалес продал Мэтьюсу первую партию героина по цене 20 000 долларов, тем самым обеспечив Мэтьюсу протекцию со стороны кубинской мафии. Получив протекцию, Мэтьюс в конце 1960-х годов становится крупным игроком в незаконном обороте наркотических веществ и развивает прибыльную и обширную сеть поставок героина из стран Латинской и Южной Америк и распространении их на всем восточном побережье США. К началу 1970-х годов после распада Французской связи и ослаблений позиций итало-американской мафии Фрэнк Мэтьюс практически монополизировал незаконный оборот героина в США и стал первым афроамериканским наркобароном и первым крупным дилером, организовавшим производство чистого героина непосредственно на территории США. Фрэнка Мэтью выручал миллионы долларов от сделок продажи партий героина. Согласно отчетам управления по борьбе с наркотиками США, Мэтьюс контролировал розничную торговлю героином в каждом крупном городе 21 штата США. В Нью-Йорке он управлял двумя крупными заводами по производству наркотических веществ, которые были расположены в Бруклине. Своей деятельностью Мэтьюс открыл большие возможности для других наркоторговцев афроамериканского происхождения.

## Саммит в Атланте
В 1971 году Мэтьюз пригласил крупных торговцев наркотиками афроамериканского и латиноамериканского происхождения со всей страны на саммит, который состоялся в октябре 1971 года в городе Атланта. Основной темой саммита было обсуждение вариантов полного захвата контроля импорта и оптовой торговли героином без участия итало-американской и кубинской мафий. Также было принято соглашение о диверсификации импортируемой продукции, включив в нее кокаин. Эта встреча крупных торговцев наркотиками со всей территории Соединённых Штатов имела впоследствии большое значение и изменило характер наркобизнеса в США. Семьи итало-американской мафии, которые до этого контролировали импорт и торговлю героином, в середине 1970-х годов потеряли монополию. Однако установление монополии в распространении наркотических веществ для наркоторговцев афроамериканского происхождении впоследствии привело к печальным последствиям. В середине 1980-х годов в нескольких крупных городах США произошло множество криминальных войн между чернокожими наркодилерами за передел сфер влияния на рынке наркоторговли.

## Исчезновение
В январе 1973 года Мэтьюс был арестован в Лас-Вегасе по обвинению в хранении 18 килограммов кокаина, рыночная стоимость которых была оценена до 4 миллионов долларов. Арест Мэтьюса стал следствием раскрытия схемы по поставке крупных партий наркотических средств в города Бостон, Нью-Йорк, Филадельфия, Балтимор, Вашингтон и Майами. Заплатив около 325 000 долларов, Мэтьюс был отпущен под залог. Он должен был явиться в суд 8 июля того же года, но за несколько дней до этого исчез. Он, как утверждается, обналичил от 15 до 20 миллионов долларов и сбежал из страны, больше его никто не видел. После себя он оставил гражданскую жену, трёх сыновей и особняк на Статен-Айленде.

## Последующие события
В течение последующих десятилетий появлялись десятки противоречивых сообщений об обнаружении Фрэнка Мэтьюса на территории Кубы, Алжира, в разных городах США и разных странах Южной Америки, но в ходе розыскных мероприятий его идентифицировать так и не удалось. Согласно другой версии, Мэтьюс после исчезновения был жив еще несколько месяцев и был убит в конце 1973 года или в начале 1974 года членами «Корсиканской мафии», которая  активна в некоторых странах Африки и Латинской Америки. Тем не менее в ходе федерального расследования не было найдено доказательств его гибели и его дальнейшая судьба так никогда и не была установлена.

## Личная жизнь
В начале 1960-х годов Мэтьюс женился на женщине по имени Барбара Хинтон, которая впоследствии родила ему трех сыновей. Имея многомиллионный доход, в 1971 году Фрэнк Мэтьюс купил особняк с девятью комнатами в престижном районе боро Статен-Айленд под названием Тодт-Хилл, где поселил свою семью. Мэтьюс был единственным чернокожим домовладельцем в районе, где проживали представители белого истеблишмента. Несмотря на семейное положение, Мэтьюс предпочитал свободные отношения и вел роскошный образ жизни, много свободного времени проводил в развлекательных заведениях Лас-Вегаса в обществе многочисленных поклонниц. К началу 1973 года среди работников обслуживающего персонала сформировался своеобразный этикет поведения и общения с Фрэнком Мэтьюсом и его свитой. Посещая игорные заведения, Мэтьюс обнаружил в себе патологическую склонность к азартным играм, вследствие чего у него развилась игромания. Из-за чрезмерного расточительства и образа жизни, между ним и его законной женой произошел социальный конфликт.